# Spathiphyllum
Genre
Classification APG III (2009)
Répartition géographique
Spathiphyllum est un genre de plantes originaire d'Amérique du Sud. Certaines espèces sont appelées fleurs de Lune ou lys de la paix[réf. nécessaire].
Ces plantes aiment la lumière vive, un sol neutre. Ce sont des plantes vivaces qui peuvent atteindre 1 mètre dans de bonnes conditions. Leur feuillage est persistant.
Une étude de la NASA (en) datant de 1989 a démontré que cette plante participe à la détoxification de l'air en réduisant la teneur en benzène, formaldéhyde, trichloréthylène, xylène, toluène et ammoniac.
Cette plante est toxique pour les chiens et les chats.

## Liste des espèces
Selon World Checklist of Selected Plant Families (WCSP) (26 sept. 2011) :
- Spathiphyllum atrovirens Schott
- Spathiphyllum barbourii Croat
- Spathiphyllum bariense G.S.Bunting
- Spathiphyllum blandum Schott
- Spathiphyllum brent-berlinii Croat
- Spathiphyllum brevirostre (Liebm.) Schott
- Spathiphyllum buntingianum Croat
- Spathiphyllum cannifolium (Dryand. ex Sims) Schott
- Spathiphyllum cochlearispathum (Liebm.) Engl.
- Spathiphyllum commutatum Schott
- Spathiphyllum cuspidatum Schott
- Spathiphyllum diazii Croat
- Spathiphyllum dressleri Croat & F.Cardona
- Spathiphyllum floribundum (Linden & André) N.E.Br.
- Spathiphyllum friedrichsthalii Schott
- Spathiphyllum fulvovirens Schott
- Spathiphyllum gardneri Schott
- Spathiphyllum gracile G.S.Bunting
- Spathiphyllum grandifolium Engl.
- Spathiphyllum grazielae L.B.Sm.
- Spathiphyllum humboldtii Schott
- Spathiphyllum jejunum G.S.Bunting
- Spathiphyllum juninense K.Krause
- Spathiphyllum kalbreyeri G.S.Bunting
- Spathiphyllum kochii Engl. & K.Krause
- Spathiphyllum laeve Engl.
- Spathiphyllum lanceifolium (Jacq.) Schott
- Spathiphyllum lechlerianum Schott
- Spathiphyllum maguirei G.S.Bunting
- Spathiphyllum matudae G.S.Bunting
- Spathiphyllum mawarinumae G.S.Bunting
- Spathiphyllum minor G.S.Bunting
- Spathiphyllum monachinoi G.S.Bunting
- Spathiphyllum montanum (R.A.Baker) Grayum
- Spathiphyllum neblinae G.S.Bunting
- Spathiphyllum ortgiesii Regel
- Spathiphyllum patinii (R.Hogg) N.E.Br.
- Spathiphyllum patulinervum G.S.Bunting
- Spathiphyllum perezii G.S.Bunting
- Spathiphyllum phryniifolium Schott
- Spathiphyllum quindiuense Engl.
- Spathiphyllum schlechteri (Engl. & K.Krause) Nicolson
- Spathiphyllum schomburgkii Schott
- Spathiphyllum silvicola R.A.Baker
- Spathiphyllum solomonense Nicolson
- Spathiphyllum tenerum Engl.
- Spathiphyllum uspanapaensis Matuda
- Spathiphyllum wallisii Regel
- Spathiphyllum wendlandii Schott

## Galerie de photos

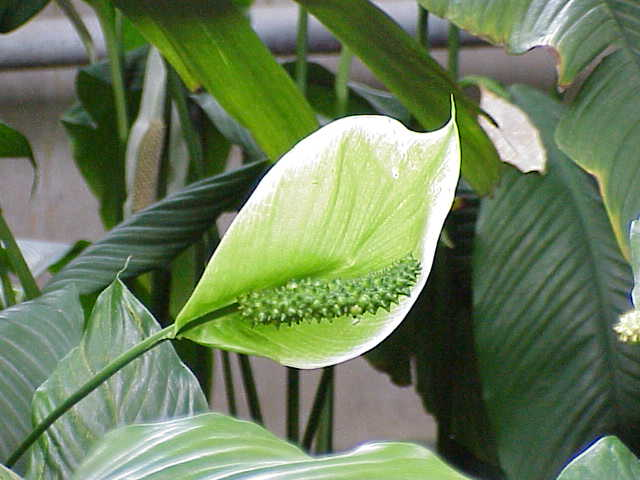
Spathiphyllum cochlearispathum
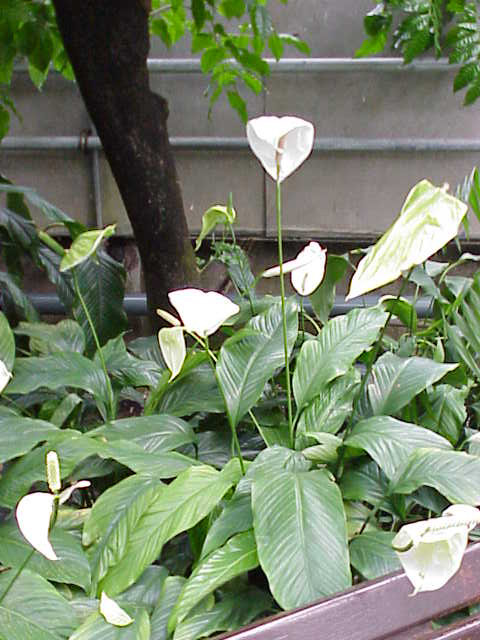
Spathiphyllum cochlearispathum
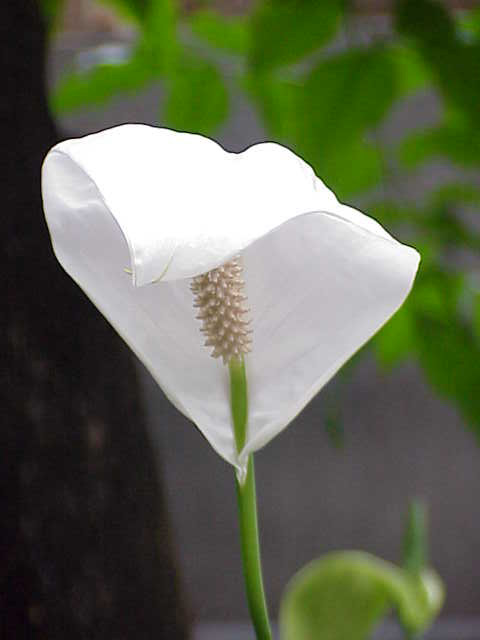
Spathiphyllum cochlearispathum
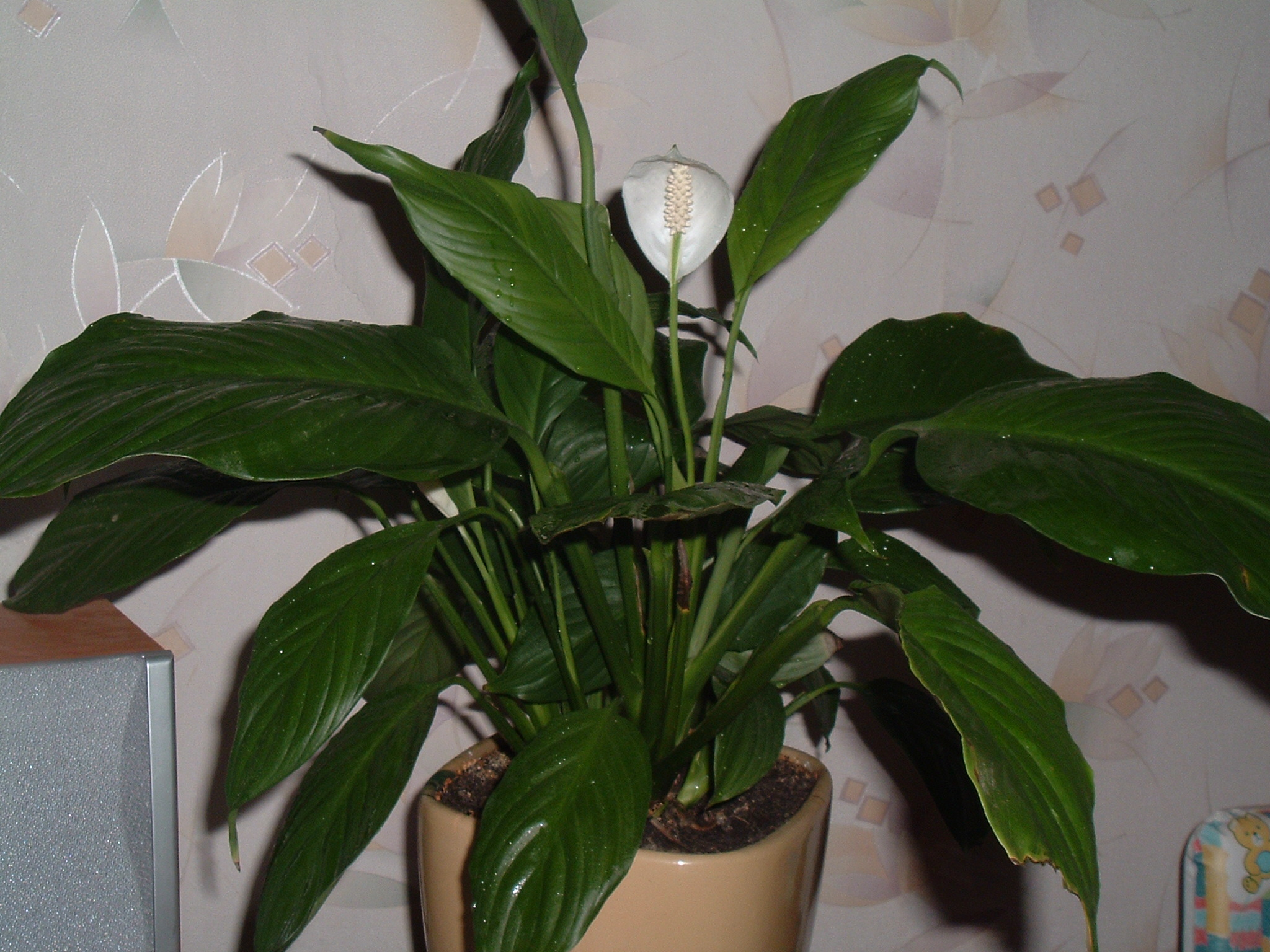
Spathiphyllum cochlearispathum
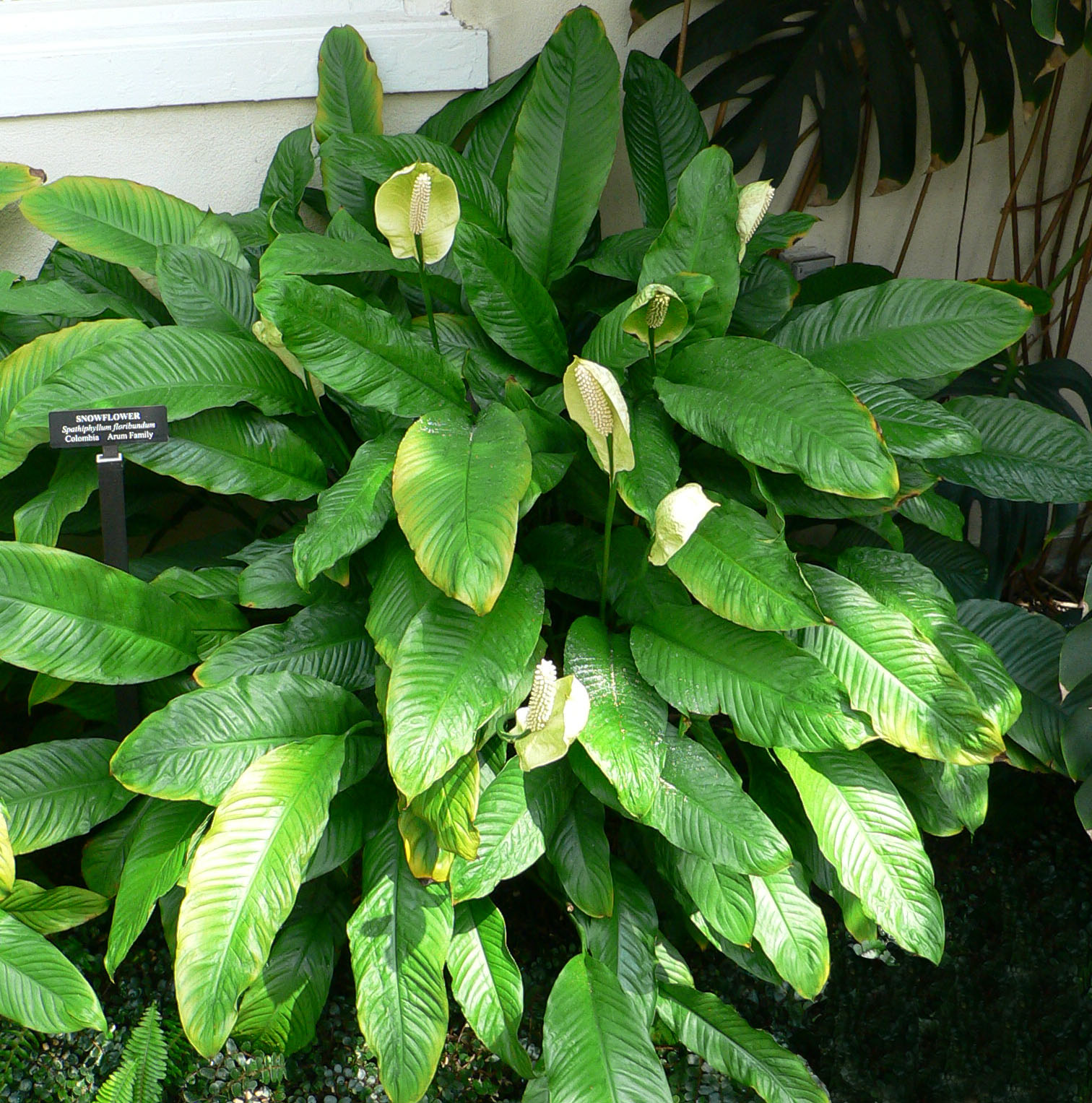
Spathiphyllum floribundum